# Heinrich Wilhelm Schott
Heinrich Wilhelm Schott (Brno, 7 gennaio 1794 – Vienna, 5 marzo 1865) è stato un botanico austriaco.

## Biografia

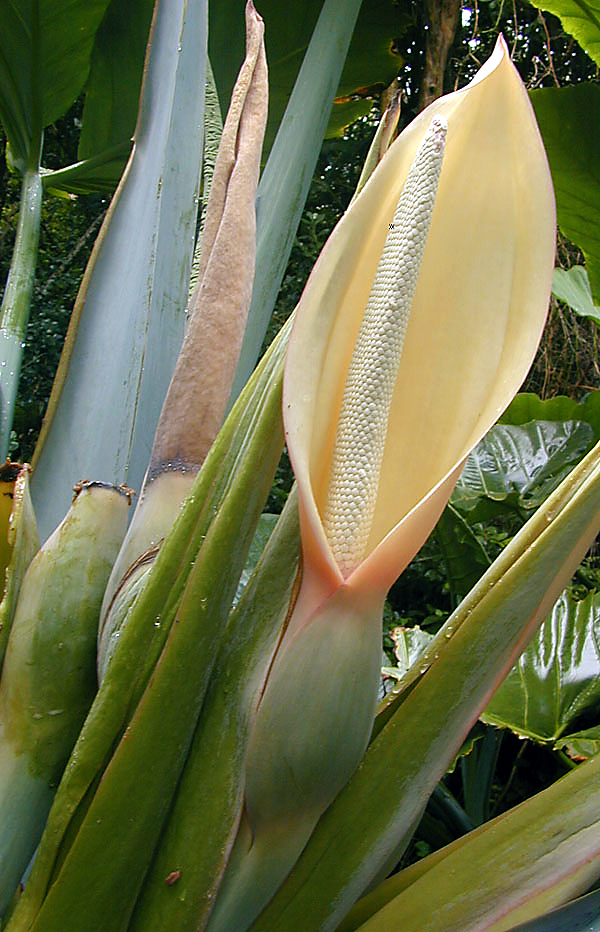
Xanthosoma roseum
Schott scrisse numerose opere scientifiche dedicate alle Araceae di cui descrisse numerosi generi e specie.

Rinomato specialista della famiglia delle Araceae, a lui si deve la descrizione di vari generi e specie di aroidee, tra le quali figurano alcune delle piante più note ed economicamente più importanti di quella famiglia. 
Dal 1817 al 1821 partecipò alla Spedizione Austriaca in Brasile e dal 1828 fu nominato giardiniere della corte di Vienna. 
Dal 1845, Schott diresse i giardini e lo zoo dell'imperatore, trasformandoli nel 1852 nel parco del Palazzo di Schönbrunn seguendo la moda dei giardinieri inglesi. 
Studiò inoltre la flora delle Alpi e creò a Vienna un Giardino Alpino nel Palazzo del Belvedere.

## Pubblicazioni
- Meletemata botanica, 1832 (in collaborazione con Stephan Ladislaus Endlicher)
- Rutaceae. Fragmenta botanica, 1834
- Genera Filicum, 1834-1836
- Analecta botanica, 1854  (in collaborazione con Karl Georg Theodor Kotschy e Carl Frederik Nyman)
- Synopsis Aroidearum, 1856
- Aroideae, 1853-1857
- Icones Aroidearum, 1857
- Genera Aroidearum exposita, 1858
- Prodromus systematis Aroidearum, 1860
- Aroideae Maximilianae, 1879 (scritto per Johann Joseph Peyritsch)

| Schott è l'abbreviazione standard utilizzata per le piante descritte da Heinrich Wilhelm Schott. Consulta l'elenco delle piante assegnate a questo autore dall'IPNI. |